# Tarzan et la Chasseresse
Pour les articles homonymes, voir Tarzan (homonymie).
Série
Tarzan et la Femme léopard Tarzan et les Sirènes
Pour plus de détails, voir Fiche technique et Distribution.
Tarzan et la Chasseresse (Tarzan and the Huntress) est un film américain réalisé par Kurt Neumann, sorti en 1947.

## Synopsis
Tanya Rawlins, une dresseuse d’animaux, arrive dans la jungle africaine en compagnie de son assistante Marley. Elle veut y capturer des animaux pour les zoos américains. Weir, un chasseur de gros gibier, la prévient que le maitre du pays, le roi Farrod, ne permet à chaque expédition de chasser qu’un seul couple de chaque espèce. Tanya est certaine de pouvoir faire changer le roi d’avis et, le lendemain, assiste à sa fête d’anniversaire. Elle y rencontre Tarzan, Jane et Boy. Le roi ne se laisse pas impressionner et s’en tient à sa règle : n’autoriser la capture que d’un seul couple de chaque espèce. Tarzan, de son côté, veut s’assurer qu’aucun animal ne puisse être chassé.
Tanya et Weir font la connaissance du neveu du roi, le prince Ozira, qui souhaite les aider. Le lendemain, la chasse commence. En même temps, le roi et son fils Suli sont victimes d’un attentat. Après qu’Ozira est monté sur le trône, Tanya, Marley et Weir commencent à capturer une foule d’animaux. Pendant ce temps, Tarzan découvre que Boy a remis deux lionceaux au photographe Smithers pour qu’il puisse prendre des photos des animaux. Tarzan va au camp pour récupérer les lions. Là-bas, il voit beaucoup d’animaux dans des cages. Il avertit les chasseurs de rester de leur côté de la rivière. Tarzan Utilise alors son cri et appelle les animaux, qui toutes espèces confondues, se réfugient sur l'autre rive. Weir ignore l’avertissement de Tarzan et traverse la rivière pour chasser. Il capture Cheeta, la guenon chimpanzé. Celle-ci, cependant, arrive rapidement à s’échapper de sa cage en bambou et alerte Tarzan.
Pendant la nuit, Tarzan et Boy se faufilent dans le campement des chasseurs et dérobent leurs fusils. Tanya veut alors mettre fin à l’expédition, mais Weir envoie deux de ses aides indigènes à Ozira pour obtenir de nouveaux fusils. Ces hommes désarmés sont attaqués par des lions. L’un d’eux survit et continue de marcher dans la jungle. Tarzan et Boy ont maintenant caché les fusils derrière une cascade. Ils retournent au camp pour libérer les animaux emprisonnés. A cette occasion Tarzan sauve Tanya d’un léopard. Il promet de la conduire hors de la jungle, mais une erreur de Cheeta lui permet de découvrir les fusils et elle remet sur pied son expédition de chasse.
L’assistant de Weir rejoint Ozira et lui explique que la situation est devenue difficile. Pendant ce temps, Tarzan et Boy trouvent le fils du roi, Suli qu’on avait cru mort, attaqué par un python. Tarzan sauve Suli et envoie Boy à Jane pendant qu’il ramène Suli au village. Trois hommes de Weir, l’attaquent mais sont facilement vaincus. Tarzan appelle à la rescousse un troupeau d’éléphants qui piétinent le camp des chasseurs. Marley, Weir et Ozira sont tués. Tarzan sauve Boy et Jane d’un des pièges de Weir mais il remarque que Cheeta s’est faufilée à bord de l’avion que Tanya et Smithers veulent s’enfuir. La femelle chimpanzé est fascinée par le trousseau de maquillage de Tanya. Tarzan, Boy et Jane voient Cheeta être poussée hors de l’avion qui s’envole, mais elle est accrochée à un parachute et atterrit en sans problème, tenant dans sa main l’étui de maquillage de Tanya.

## Fiche technique
- Titre original : Tarzan and the Huntress
- Titre français : Tarzan et la chasseresse
- Réalisation : Kurt Neumann
- Scénario : Jerry Gruskin et Rowland Leigh d'après les personnages d'Edgar Rice Burroughs
- Photographie : Archie Stout
- Montage : Merrill G. White
- Musique : Paul Sawtell
- Production : Sol Lesser et Kurt Neumann
- Pays d'origine :  États-Unis
- Langue originale : anglais
- Format : noir et blanc – 35 mm – 1,37:1 – mono (Western Electric Recording)
- Genre : aventure
- Durée : 72 minutes
- Date de sortie : 
  - États-Unis : 5 avril 1947
  - France : 18 août 1948

## Distribution
- Johnny Weissmuller (VF : Raymond Loyer) : Tarzan
- Brenda Joyce : Jane
- Johnny Sheffield (VF : Michel François) : Boy
- Patricia Morison : Tanya Rawlins
- Barton MacLane : Paul Weir
- John Warburton : Carl Marley
- Charles Trowbridge : King Farrod
- Georges Renavent (non crédité)